# Malcolm Ebiowei
Malcolm Ebiowei, né le 4 septembre 2003 à Londres en Angleterre, est un footballeur anglais qui évolue au poste d'ailier droit auBlackpool FC.

## Biographie

### En club
Né à Londres en Angleterre, Malcolm Ebiowei est formé par le Chelsea FC et l'Arsenal FC avant de rejoindre le Rangers FC en février 2020. Lors de l'été 2021 il s'engage en faveur de Derby County.
Ebiowei impressionne lors de ses débuts avec Derby, il fait seize apparitions lors de la saison 2021-2022 et ses prestations attirent plusieurs clubs de première division comme Manchester United, Tottenham Hotspur ou encore Newcastle United, et avec la relégation de Derby County un départ semble déjà acté,.
Finalement, le 26 juin 2022, Malcolm Ebiowei rejoint Crystal Palace. Il signe un contrat courant jusqu'en juin 2027,.
Il fait ses débuts en Premier League le 5 août 2022, lors de la première journée de la saison 2022-2023, contre un club qu'il connait bien pour y avoir été formé, l'Arsenal FC. Il entre en jeu à la place d'Eberechi Eze et son équipe s'incline par deux buts à zéro.
Le 19 janvier 2023, Malcolm Ebiowei est prêté jusqu'à la fin de la saison à Hull City.

### En sélection
Malcolm Ebiowei possède des origines nigériannes mais est également éligible pour représenter les Pays-Bas et l'Angleterre.
Malcolm Ebiowei joue son premier match avec l'équipe d'Angleterre des moins de 20 ans le 21 septembre 2022, lors d'un match amical contre le Chili. Il entre en jeu à la place de Samuel Edozie et son équipe s'impose par trois buts à zéro,.